# 培達堂
培達堂（ばいたつどう）は、熊本県阿蘇市一の宮町北坂梨に開かれた家塾である。

## 概要
1854年、園田太邑は坂梨村豆札に産まれ、17歳のときに元田永孚の家塾五楽園に学ぶ。
1877年、西南の役が起こると、園田は北坂梨に帰郷し、この地に培達堂を開いて、人びとの啓蒙に努めた。
培達堂の中からは林田亀太郎(衆議院書記官長)や内田康哉(外務大臣)などが輩出されている。

## 註
1. ↑   坂梨宿史跡案内 http://sakanashi.ddo.jp/shiseki.htm